# Zdravstvena ekonomija
Zdravstvena ekonomija ili zdravstvena ekonomika je interdisciplinarna nauka, i sastavni deo savremenog menadžmenta u sistemu zdravstvne zaštite, koja se bavi proizvodnjom, distribucijom i racionalnom potrošnjom u zdravstvu. Kao sastavni deo zdravstvenih nauka i ekonomije i poslovna administracija, ona treba da obezbedi visok kvalitet, inovativnost i održivost zdravstvene zaštite i time obezbedi finansijsku stabilnost i održivosti, uz očuvanje jednakosti, pristupa terapijama i izbor — alokaciju oskudnih zdravstvenih resursa.
Utom smislu u prvom planu zdravstvene ekonomje je stvaranje uskova za optimalno korišćenje ograničenih zdravstvenih budžeta, Najčešća praktična primena metoda zdravstvene ekonomije jeste analiza odluke na osnovu koje se na opotimalan način uložu sredstva u zdravstvene usluge.

## Istorija
Preduslovi
Izdvajanja za zdravstvo u Nemačkoj čine oko 11 odsto BDP-a, u Srbiji 10 odsto, Sloveniji devet, Mađarskoj sedam, dok Hrvatska i Bugarska izdvajaju osam odsto BDP-a za zdravstvo. Prema podacima Svetske zdravstvene organizacije, Albanija, Crna Gora, Rumunija i Makedonija izdvajaju znatno manje, oko šest odsto BDP-a. S obzirom na ekonomsku snagu zemlje, u realnim okvirima to nije značajna suma, jer je sa 633 dolara po stanovniku koji se izdvajaju za zdravstvo, kako pokazuju poslednji dostupni podaci, npr. Srbija daleko ispod razvijenih zemalja, ali sa druge strane, izdvaja više nego većina zemalja regiona
Uzroci reformi u zdravstvenim sistemima
- Ekonomske promene - svetska ekonomska kriza
- Političke promene - promene društvenih sistema u bivšim socijalističkim zemljama i liberalizacija posle perioda konzervatizma (privatizaciju preduzeća u drţavnoj svojini, liberalizacija cena i napuštanje drţavnih subvencija kao integralni deo liberalizacije domaće trgovine, eliminisanje barijera za ustanovljavanje novih privatnih preduzeća i privrednih organizacija, liberalizaciju finansijskog tržišta, liberalizaciju spoljne trgovine (napuštanje uvoznih kvota i izvoznih dozvola), zatvaranje spoljnotrgovinskih organizacija u drţavnoj svojini, uspostavljanje efikasnog upravljanja privrednim, organizacijama, uravnoteţenje državnog budţeta, povećanjem poreza i redukovanjem potrošnje javnog sektora).
- Demografske promene - tranzicija u demografskim modelima
- Epidemiološke promene - opadanje mortaliteta i morbiditeta
- Sociokulturne promene - promene u životnim stilovima, tradicionalnoj porodičnoj strukturi, vrednostima i opštim očekivanjima

Prvi koraci
Sve veća izdvajanja za zdravstvo i sve skuplja proizvodnja lekova, uticala je na razvoj zdravstvene ekonomije u Evropi sedamdesetih godina 20.veka sa prvim reformama zdravstvene zaštite. Od tada se počelo sa donošenjem brojnih zakona o smanjenju troškova zdravstvenog osiguranja, kojima je sve veći broj zemalja u svetu, između ostalog, regulisao dodatna plaćanja u zdravstvu — lekova i smanjenje subvencija za zubne proteze i druga manje značajna medicinska sredstva.
Perspektive
Od 70-tih godina 20. veka do danas neprestano se odvijaju kontinuirane zdravstvene reforme u svim zdravstvenim sistemima sveta, a zdravstvena ekonomija postaje sastavni deo menadžmenta u zdravstvu.

## Osnovne postavke

### Terminologija
Zdravstvena ekonomija - definiše se kao primena ekonomskih principa i teorije na zdravstvo i sektor zdravstvene zaštite.
Zdravstveno ekonomska evaluacija / ekonomska evaluacija - definiše se kao komparativna analiza alternativnih tretmana u smislu troškova i zdravstvenih ishoda.
Farmakoekonomija - definiše se kao prihvatanje i primena principa i metodologije zdravstveno ekonomskih evaluacija na polje lekova i politike lekova.

### Značaj
Resurse zdravstvene zaštite karakteriše stalni nedostatak. Princip efikasnosti navodi da je obavezno zdravstveno osiguranje koje pokriva sve vrste lečenja: mora biti dovoljno, efektivno i da ekonomski pruža medicinske koristi korisnicima usluga; pri čemu ne sme prelaziti meru onoga što je potrebno. Pri tome usluge koje nisu neophodne ili su neefikasne osiguranim licima se ne mogu obezbediti, i kao takve one se ne odobrsavaju zdravstvenim radnicima.
U tom kontekstu, zadatak zdravstvene ekonomije je uspostavljanje ravnoteže između medicinskih mogućnosti, njihove dostupnosti, kvaliteta i pravde. Zdravstvena ekonomija na taj način podržava donošenje odluka u zdravstvu zasnovanim na naučnim metodama, u magičnom četverouglu zdravstvene ekonomije (vidi sliku desno).

### Etika
U radu zdravstvene ekonomije pored ekonomskih i finansijskih ciljeva, postoje i brojna etička pitanja o pravdi i jednakosti u savremenoj zdravstvenoj zaštiti. Zdravstveni ekonomisti se zato u svom radu neprestano suočavaju se sa teškim zadatkom da usklade ekonomsku i etičku ravnotežu u svojim analizama.

## Ciljevi
Glavni ciljevi zdravstvenz ekonomije su:
- sagledavanje ekonomskih aspekata zdravstvene zaštite,
- ovladavanje pristupima, modelima i metodima iz oblasti zdravstvene ekonomike,
- sposobnostima primene znanja iz zdravstvene ekonomike u menadžerskoj praksi u zdravstvu u cilju poboljšanja performansi.[4]

## Oblasti

### Bihevioralna ekonomiја
Bihevioralna ekonomiја je muldidiciplinarna oblast koja u svojoj delatnosti kombinuje ekonomiju i druge društvene nauke koje više opisuju ponašanje. U stranoj literaturi za bihevioralnu ekonomiju se koristi i izraz „psihološka ekonomija“ ili „ekonomija ponašanja.“ Ova oblast ekonomije javila se kada su ekonomisti u svom radu počeli da kombinuju pored istraživanja i metoda iz ekonomije i istraživanja iz drugih društvenih nauka, sa ciljem da poboljšaju deskriptivne vrednosti ekonomske teorije.
Bihevioralna ekonomija je postigla značajan razvoj u posldnjih petnaest godina 21. veka, ali još uvek ima mali uticaj na većinu ekonomskih područja. Mnogi ekonomisti misle da je to prolazan hir, ali vreme će pokazati ko je u pravu.
Bihevioralna ekonomija nije posebno polje ekonomije, već je stil modelovanja ili škola mišljenja zasnovana na primeni velikog područja — ekonomskih pitanja u teoriji potrošača, finansija, poreskoj politici itd.
Psihološki rezultati doprinose razvoju bihevioralne ekonomije brojnim eksperimentima u kojima je bihevioralna ekonomija pristupa a eksperimentalna ekonomija metoda.
Bihevioralna ekonomija koristi dokaze iz psihologije i drugih nauka kako bi kreirala modele ograničenja racionalnosti, snage volje i ličnog interesa i istražila njihovu primenu u ekonomiji. Proučavanje individualnih razlika u racionalnosti i učenju je važno za razumevanje interakcija
socijalnih i ekonomskih zbivanja jer umanjuje efekte ograničenja racionalnosti.
Većina istraživanja je oprezno formalno i više teoretski jer koristi psihološke činjenice. Neuroekonomija proširuje psihološke rezultate koristeći teoretske informacije koje se odnose na detalje o strujanjima neurona.
Bihevioralna ekonomija bavi se i pitanjem uticaja psihologije pojedinca i njegovo ekonomsko
odlučivanje.

## Literatura
- Milićević V., Ilić B., Ekonomika poslovanja, Fakultet organizacionih nauka, Beograd, 2009. (odabrana poglavlja)
- Kragulj D., Ekonomija – Osnovi mikroekonomske i makroekonomske analize, izdanje autora, 2011. (odabrana poglavlja)
- Ilić B., Milićević V., Menadžment troškova – strategijski okvir, Fakultet organizacionih nauka, Beograd, 2009. (odabrana poglavlja)
- Santerre R., Neun S., Health Economics: Theory, Insights, and Industry Studies, South-Western, Cengage Learning, 2010
- McPake B., Normand C., Health Economics: an International Perspective, Routledge, 2008

## Spoljašnje veze
- Mr sci farm. Tanja Novaković Uloga zdravstvene ekonomije i procene zdravstvenih tehnologija u donošenju odluka — PPT prezentacija, Privredna komora Srbije, Beograd 30. maj 2018. godine